# 白百合 (横浜市)
白百合（しらゆり）は、神奈川県横浜市泉区の地名。現行行政地名は白百合一丁目から白百合三丁目。住居表示実施区域。

## 地理
泉区の東部に位置し、北東に領家、西と南西に中田東、北に西が岡と岡津町、南東に戸塚区鳥が丘と接している。

### 地価
住宅地の地価は、2025年（令和7年）1月1日の公示地価によれば、白百合1-10-16の地点で18万4000円/m²となっている。

## 歴史

### 沿革
- 1986年（昭和61年）11月3日 - 住居表示の実施（泉区岡津南部地区）[6]に伴い、岡津町の一部から白百合一丁目〜三丁目を新設。戸塚区を再編し、泉区を新設。横浜市泉区白百合一丁目〜三丁目となる。[7]。

### 町名の変遷
| 実施後       | 実施年月日                | 実施前（各町名ともその一部） |
| ------------ | ------------------------- | ---------------------------- |
| 白百合一丁目 | 1986年（昭和61年）11月3日 | 岡津町（一部）               |
| 白百合二丁目 | 1986年（昭和61年）11月3日 | 岡津町（一部）               |
| 白百合三丁目 | 1986年（昭和61年）11月3日 | 岡津町（一部）               |

## 世帯数と人口
2025年（令和7年）6月30日現在（横浜市発表）の世帯数と人口は以下の通りである。
| 丁目         | 世帯数    | 人口    |
| ------------ | --------- | ------- |
| 白百合一丁目 | 720世帯   | 1,534人 |
| 白百合二丁目 | 478世帯   | 1,143人 |
| 白百合三丁目 | 535世帯   | 1,209人 |
| 計           | 1,733世帯 | 3,886人 |

### 人口の変遷
国勢調査による人口の推移。
| 年                 | 人口  |
| ------------------ | ----- |
| 1995年（平成7年）  | 4,077 |
| 2000年（平成12年） | 4,035 |
| 2005年（平成17年） | 3,951 |
| 2010年（平成22年） | 3,815 |
| 2015年（平成27年） | 3,782 |
| 2020年（令和2年）  | 3,742 |

### 世帯数の変遷
国勢調査による世帯数の推移。
| 年                 | 世帯数 |
| ------------------ | ------ |
| 1995年（平成7年）  | 1,317  |
| 2000年（平成12年） | 1,376  |
| 2005年（平成17年） | 1,403  |
| 2010年（平成22年） | 1,424  |
| 2015年（平成27年） | 1,453  |
| 2020年（令和2年）  | 1,496  |

## 学区
市立小・中学校に通う場合、学区は以下の通りとなる（2024年11月時点）。
| 丁目         | 番・番地等                                       | 小学校               | 中学校             |
| ------------ | ------------------------------------------------ | -------------------- | ------------------ |
| 白百合一丁目 | 全域                                             | 横浜市立鳥が丘小学校 | 横浜市立領家中学校 |
| 白百合二丁目 | 全域                                             | 横浜市立鳥が丘小学校 | 横浜市立領家中学校 |
| 白百合三丁目 | 1番、3〜9番 25番〜26番15号 26番38〜44号 27〜31番 | 横浜市立鳥が丘小学校 | 横浜市立領家中学校 |
| 白百合三丁目 | 2番、10〜24番 26番16〜37号 32番                  | 横浜市立西が岡小学校 | 横浜市立領家中学校 |

## 事業所
2021年（令和3年）現在の経済センサス調査による事業所数と従業員数は以下の通りである。
| 丁目         | 事業所数 | 従業員数 |
| ------------ | -------- | -------- |
| 白百合一丁目 | 10事業所 | 36人     |
| 白百合二丁目 | 7事業所  | 22人     |
| 白百合三丁目 | 9事業所  | 31人     |
| 計           | 26事業所 | 89人     |

### 事業者数の変遷
経済センサスによる事業所数の推移。
| 年                 | 事業者数 |
| ------------------ | -------- |
| 2016年（平成28年） | 28       |
| 2021年（令和3年）  | 26       |

### 従業員数の変遷
経済センサスによる従業員数の推移。
| 年                 | 従業員数 |
| ------------------ | -------- |
| 2016年（平成28年） | 93       |
| 2021年（令和3年）  | 89       |

## その他

### 日本郵便
- 郵便番号 : 245-0005[3]（集配局：横浜泉郵便局[17]）

### 警察
町内の警察の管轄区域は以下の通りである。
| 番・番地等 | 警察署   | 交番・駐在所 |
| ---------- | -------- | ------------ |
| 全域       | 泉警察署 | 中田交番     |